# Next-Generation Transit Survey
O Next-Generation Transit Survey (NGTS) é uma pesquisa robótica basada em terra de exoplanetas. A instalação está localizada no Observatório Paranal na periferia do deserto de Atacama no norte do Chile, a poucos quilômetros do Very Large Telescope do Observatório Europeu do Sul e perto do VISTA Survey Telescope. As operações científicas começaram no início de 2015.